# Kingswinford
Kingswinford är en ort i unparished area Dudley, i distriktet Dudley, i Storbritannien. Den ligger i grevskapet West Midlands och riksdelen England, i den södra delen av landet, 180 km nordväst om huvudstaden London. Kingswinford ligger 85 meter över havet och antalet invånare är 20 000. Kingswinford var en civil parish fram till 1961 när blev den en del av Dudley, Warley, Stourbridge, Himley och Kinver. Civil parish hade 27 757 invånare år 1951. Staden nämndes i Domedagsboken (Domesday Book) år 1086, och kallades då Suinesford.
Terrängen runt Kingswinford är platt. Runt Kingswinford är det mycket tätbefolkat, med 2 345 invånare per kvadratkilometer. Närmaste större samhälle är Birmingham, 18,3 km öster om Kingswinford. Runt Kingswinford är det i huvudsak tätbebyggt.